# WWE Total Divas
 (août 2013).
Si vous disposez d'ouvrages ou d'articles de référence ou si vous connaissez des sites web de qualité traitant du thème abordé ici, merci de compléter l'article en donnant les références utiles à sa vérifiabilité et en les liant à la section « Notes et références ».
Total Divas est une émission de téléréalité américaine diffusée entre le 28 juillet 2013 et le 10 décembre 2019 sur la chaîne E!.

## Synopsis
Cette émission met en vedette la vie professionnelle des catcheuses sur le ring et de leur vie privée.
Toutes les personnalités du programme sont connues pour être des catcheuses de la WWE, soit des superstars féminines de la compagnie.

## Casting

### Saison 1
- The Bella Twins
- Cameron
- Naomi
- Natalya
- Eva Marie
- JoJo

### Saison 2
- The Bella Twins
- Cameron
- Naomi
- Natalya
- Eva Marie
- Summer Rae

### Saison 3
- The Bella Twins
- Cameron
- Naomi
- Natalya
- Eva Marie
- Paige
- Summer Rae
- Alicia Fox
- Rosa Mendes

### Saison 4
- The Bella Twins
- Natalya
- Eva Marie
- Paige
- Alicia Fox
- Naomi

### Saison 5
- The Bella Twins
- Natalya
- Eva Marie
- Paige
- Alicia Fox
- Rosa Mendes
- Mandy Rose

### Saison 6
- The Bella Twins
- Natalya[1]
- Eva Marie[1]
- Naomi[1]
- Lana[1]
- Maryse[1]
- Renee Young[1]
- Paige[1]

### Saison 7
- The Bella Twins
- Natalya
- Naomi
- Lana
- Maryse
- Nia Jax
- Carmella
- Alexa Bliss

### Saison 8
- The Bella Twins
- Natalya
- Naomi
- Lana
- Nia Jax
- Paige

### Saison 9
- Nia Jax
- Naomi
- Natalya
- Carmella
- Sonya Deville
- Ronda Rousey

### Secondaires
- John Cena[2] (ex-fiancé de Nikki Bella) (saisons 1 à 6)
- Daniel Bryan[3] (époux de Brie Bella) (saisons 1 à 8)
- Wade Barrett (ex petit-ami d'Alicia Fox) (saisons 3 et 4)
- Fandango (ex-petit-ami de Summer Rae) (saison 2)
- Justin Gabriel (ex-petit-ami de JoJo)(saison 1)
- Bobby Schubenski (fiancé de Rosa Mendes) (saison 5)
- Kevin Skaff (ex-petit-ami de Paige) (saisons 3,4 et 5)
- Alberto Del Rio (ex-petit-ami de Paige) (saison 6)
- Jimmy Uso (époux de Naomi)
- Tyson Kidd (époux de Natalya)
- Vincent Isayan (fiancé de Cameron) (saisons 1 à 3)
- Jonathan Coyle (époux d'Eva Marie) (saisons 2 à 6)
- Dean Ambrose (époux de Renee Young) (saison 6)
- Rusev (ex-époux de Lana) (saisons 6,7 et 8)
- The Miz (époux de Maryse) (saisons 6 et 7)
- Big Cass (ex-petit-ami de Carmella) (saison 7)
- Buddy Murphy (ex-fiancé d'Alexa Bliss) (saison 7)
- Travis Browne (époux de Ronda Rousey) (saison 9)

- Corey Graves (fiancé de Carmella) (saison 9)

### Invités
- AJ Lee
- Adam Rose
- Bill DeMott
- Bret Hart[4]
- Brodus Clay
- Brian Kendrick
- Bayley
- Billie Kay
- Byron Saxton
- Baron Corbin
- Big Show
- Big E
- Becky Lynch
- Charlotte Flair
- Cherry
- Chris Jericho
- Cesaro
- Curt Hawkins
- Charly Caruso
- Damien Sandow
- Dasha Fuentes
- Dana Brooke
- Harry Smith
- Dean Ambrose
- Dolph Ziggler
- Emma
- Eve Torres
- Jey Uso
- Jim Neidhart
- John Laurinaitis
- Justin Gabriel
- Justin Roberts
- James Ellsworth
- JJ Garcia
- Jerry Lawler
- Heath Slater
- Kathy Colace
- Kofi Kingston
- Kurt Angle
- Layla
- Liv Morgan
- Maria Menounos
- Mike Rome
- Mark Carrano
- Mojo Rawley
- Neville
- Ronda Rousey
- Randy Orton
- Roman Reigns
- R-Truth
- Road Dogg
- Sara Del Rey
- Seth Rollins
- Stephanie McMahon
- Sonya Deville
- Shane McMahon
- Sami Zayn
- Shayna Baszler
- Sheamus
- Sasha Banks
- Tamina Snuka
- Triple H
- Titus O’Neil
- Tensai
- The Miz
- Vince McMahon
- Zack Ryder
- Peyton Royce

## Saisons
| Saison | Épisodes | Date de première diffusion | Date de dernière diffusion |
| ------ | -------- | -------------------------- | -------------------------- |
| 1      | 14       | 28 juillet 2013            | 15 décembre 2013           |
| 2      | 11       | 16 mars 2014               | 1er juin 2014              |
| 3      | 20       | 7 septembre 2014           | 8 mars 2015                |
| 4      | 13       | 7 juillet 2015             | 29 septembre 2015          |
| 5      | 14       | 19 janvier 2016            | 19 avril 2016              |
| 6      | 16       | 16 novembre 2016           | 10 mai 2017                |
| 7      | 12       | 1er novembre 2017          | 31 janvier 2018            |
| 8      | 10       | 19 septembre 2018          | 28 novembre 2018           |
| 9      | 10       | 1er octobre 2019           | 10 décembre 2019           |